# ساندرو مندس
ساندرو مندس (انگلیسی: Sandro Mendes؛ زادهٔ ۴ فوریهٔ ۱۹۷۷) بازیکن سابق فوتبال اهل کیپ ورد است که  هافبک فعلی بازی می‌کرد ‌و اکنون سرمربی است.
وی همچنین در تیم‌های ملی فوتبال زیر ۲۱ سال پرتغال، زیر ۲۰ سال پرتغال، و کیپ ورد بازی کرده‌است.